# Les Chères
Les Chères és un municipi francès situat al departament del Roine i a la regió d'Alvèrnia-Roine-Alps. L'any 2007 tenia 1.235 habitants.

## Demografia

### Població
El 2007 la població de fet de Les Chères era de 1.235 persones. Hi havia 440 famílies de les quals 80 eren unipersonals (36 homes vivint sols i 44 dones vivint soles), 120 parelles sense fills, 208 parelles amb fills i 32 famílies monoparentals amb fills.
La població ha evolucionat segons el següent gràfic:
Habitants censats

### Habitatges
El 2007 hi havia 498 habitatges, 453 eren l'habitatge principal de la família, 17 eren segones residències i 28 estaven desocupats. 441 eren cases i 55 eren apartaments. Dels 453 habitatges principals, 361 estaven ocupats pels seus propietaris, 89 estaven llogats i ocupats pels llogaters i 3 estaven cedits a títol gratuït; 2 tenien una cambra, 11 en tenien dues, 50 en tenien tres, 123 en tenien quatre i 267 en tenien cinc o més. 388 habitatges disposaven pel capbaix d'una plaça de pàrquing. A 175 habitatges hi havia un automòbil i a 254 n'hi havia dos o més.

### Piràmide de població
La piràmide de població per edats i sexe el 2009 era:
| Homes | Edats   | Dones |
| ----- | ------- | ----- |
| 0     | 95 o +  | 4     |
| 0     | 90 a 94 | 4     |
| 8     | 85 a 89 | 24    |
| 12    | 80 a 84 | 0     |
| 24    | 75 a 79 | 16    |
| 20    | 70 a 74 | 48    |
| 16    | 65 a 69 | 8     |
| 8     | 60 a 64 | 16    |
| 24    | 55 a 59 | 12    |
| 28    | 50 a 54 | 44    |
| 40    | 45 a 49 | 24    |
| 64    | 40 a 44 | 68    |
| 48    | 35 a 39 | 64    |
| 24    | 30 a 34 | 32    |
| 20    | 25 a 29 | 12    |
| 24    | 20 a 24 | 16    |
| 45    | 15 a 19 | 36    |
| 40    | 10 a 14 | 36    |
| 32    | 5 a 9   | 32    |
| 36    | 0 a 4   | 40    |

## Economia
El 2007 la població en edat de treballar era de 822 persones, 592 eren actives i 230 eren inactives. De les 592 persones actives 568 estaven ocupades (299 homes i 269 dones) i 24 estaven aturades (12 homes i 12 dones). De les 230 persones inactives 81 estaven jubilades, 92 estaven estudiant i 57 estaven classificades com a «altres inactius».

### Ingressos
El 2009 a Les Chères hi havia 498 unitats fiscals que integraven 1.321,5 persones, la mediana anual d'ingressos fiscals per persona era de 22.566 €.

### Activitats econòmiques
Dels 77 establiments que hi havia el 2007, 1 era d'una empresa alimentària, 3 d'empreses de fabricació de material elèctric, 1 d'una empresa de fabricació d'elements pel transport, 8 d'empreses de fabricació d'altres productes industrials, 12 d'empreses de construcció, 16 d'empreses de comerç i reparació d'automòbils, 3 d'empreses de transport, 3 d'empreses d'hostatgeria i restauració, 1 d'una empresa d'informació i comunicació, 5 d'empreses financeres, 7 d'empreses immobiliàries, 7 d'empreses de serveis, 8 d'entitats de l'administració pública i 2 d'empreses classificades com a «altres activitats de serveis».
Dels 19 establiments de servei als particulars que hi havia el 2009, 3 eren tallers de reparació d'automòbils i de material agrícola, 4 paletes, 3 fusteries, 1 lampisteria, 2 perruqueries, 3 restaurants i 3 agències immobiliàries.
Dels 3 establiments comercials que hi havia el 2009, 1 era una botiga de menys de 120 m², 1 una fleca i 1 una carnisseria.
L'any 2000 a Les Chères hi havia 25 explotacions agrícoles que ocupaven un total de 475 hectàrees.

## Equipaments sanitaris i escolars
El 2009 hi havia una escola elemental.

## Poblacions més properes
El següent diagrama mostra les poblacions més properes.